# Хиртсхальс
Хиртсхальс (дат. Hirtshals) — город в коммуне Йёрринг, в области Северная Ютландия, Дания. Расположен на побережье пролива Скагеррак. По состоянию на 1 января 2011 г. Хиртсхальс насчитывал 6194 жителя.

## Особенности
В городе расположен один из крупнейших аквариумов в Европе — «Nordsøen Oceanarium», возведённый в 1984 г. В 1998 г. он был реконструирован, а его резервуар увеличен до 4,5 млн литров воды, после чего он стал крупнейшим в Скандинавии.
Большую роль в жизни города и его жителей играет туризм, сдача в аренду коттеджей и рыболовный промысел.

### Морское сообщение
Хиртсхальс хорошо известен своим морским портом, который является ключевым для норвежского судоходного оператора Color Line. Благодаря деятельности данной компании, морское паромное сообщение связывает Хиртсхальс с городами на юге Норвегии — Кристиансанном и Ларвиком. Ранее, паромы Color Line связывали Хиртсхальс с Бергеном, Ставангером и Осло, однако в 2008 г. компания решила прекратить работу на этих маршрутах.
В то же время, в Берген и Ставангер из Хиртсхальса можно напрямую по прежнему добраться благодаря паромам компании Fjord Line.
Другая судоходная компания Smyril Line предлагает маршруты в Торсхавн на Фарерских островах и Сейдисфьордюр в Исландии.

### Автодороги
Шоссе имеющее номер европейской автострады E 39, напрямую связывает город с Ольборгом, а паромная линия Хиртсхальс — Кристиансанн, является связующим звеном данного маршрута, который продолжается в Норвегии.

### Железные дороги
Существует железнодорожное сообщение с Ольборгом, а через Йёрринг и с Фредериксхавном.

## Города-побратимы
- Кристиансанн, Норвегия
- Тролльхеттан, Швеция
- Рейкьянесбайр, Исландия
- Керава, Финляндия
- Рунавик, Фарерские острова

## Фотогалерея

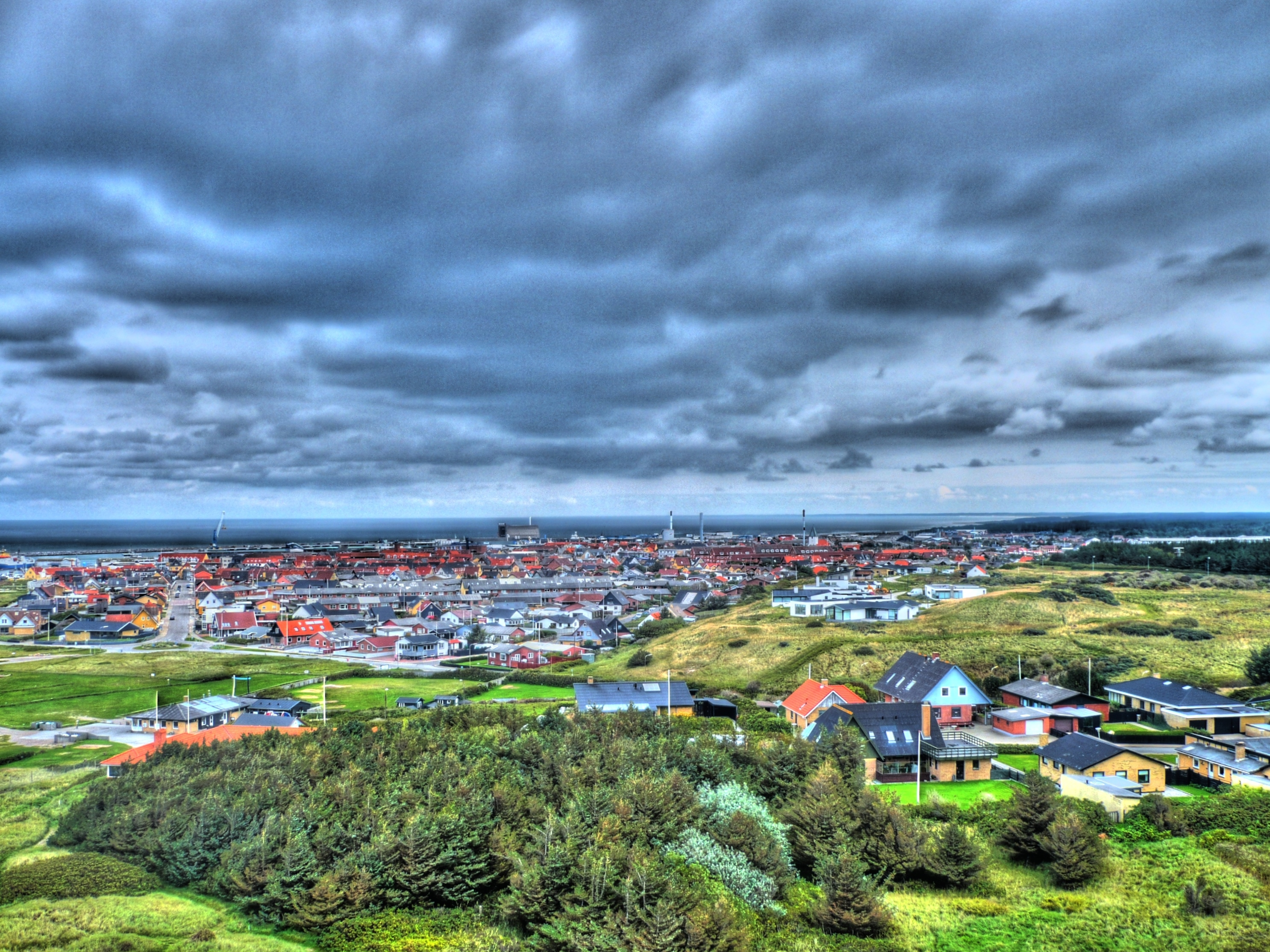
Вид на Хиртсхальс
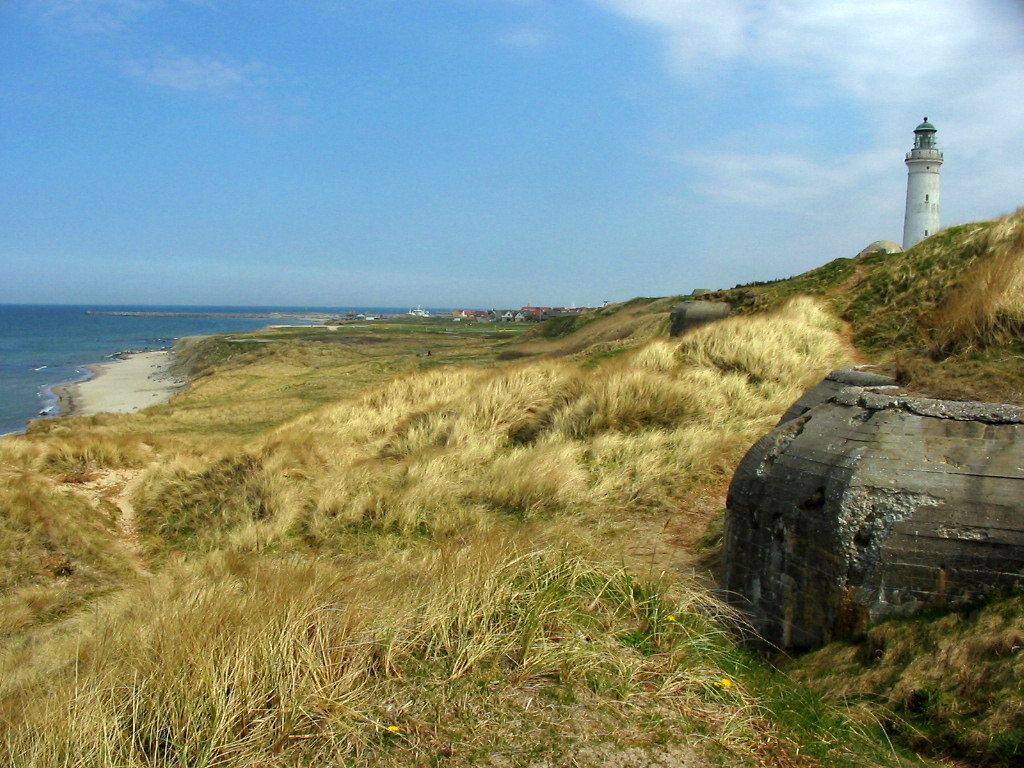
Природа в Хиртсхальсе
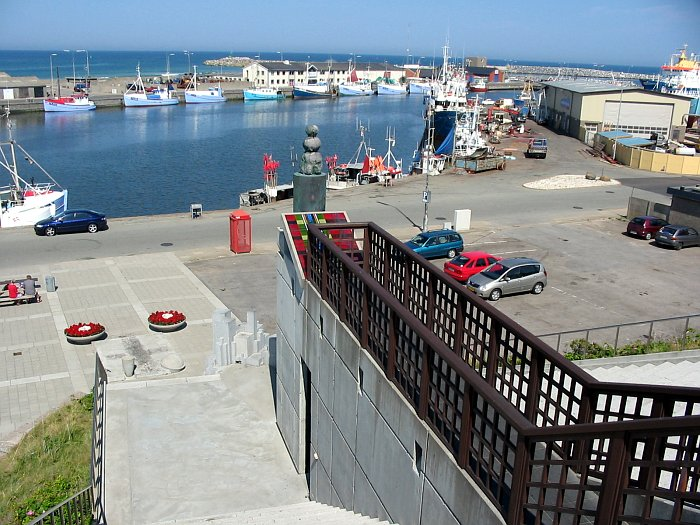
Рыбацкие шхуны в гавани Хиртсхальса
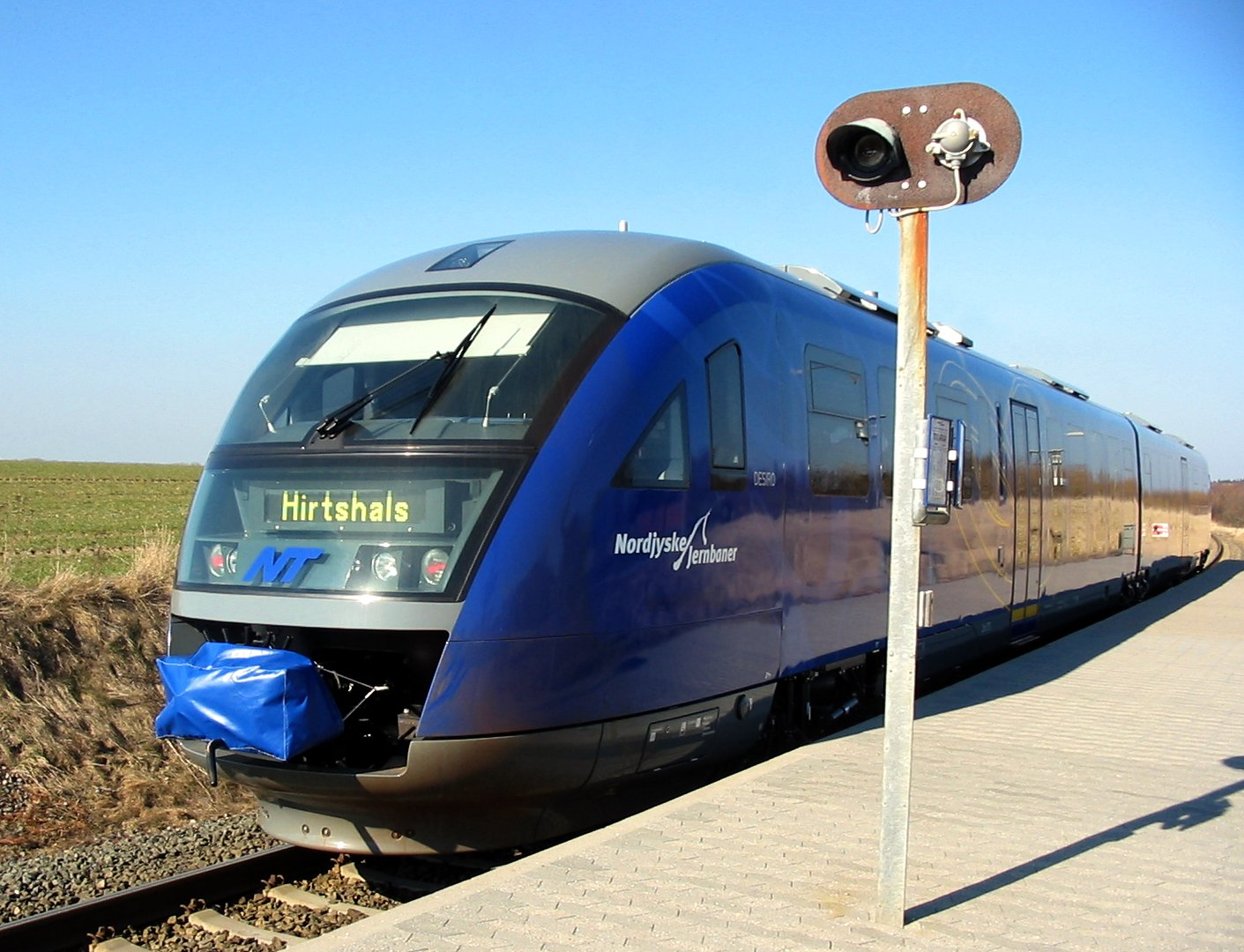
Дизель-поезд Хиртсхальс—Йёрринг